# Жерар, Шарль Фредерик
Шарль Фредерик Жерар (фр. Charles Frédéric Gerhardt; 21 августа 1816, Страсбург — 19 августа 1856, там же) — французский химик, член-корреспондент Академии наук в Париже (1856).

## Биография
Первоначальное воспитание получил в протестантской семинарии родного города, в пятнадцать лет поступил в Политехническое училище в Карлсруэ; именно там он приобрёл любовь к химии. Отец Жерара владел вблизи Страсбурга химическим заводом; Шарль Жерар, по окончании курса в 1832 году, должен был отправиться в Лейпциг для изучения экономических наук.
Однако склонность к химии заставила его посещать лекции и лабораторию профессора Эрдмана, и здесь окончательно определилось направление его будущей деятельности. В то же время, прежде чем попасть на избранную дорогу, Жерар был принуждён вынести тяжёлую борьбу с отцовской волей. В 1835 году Жерар убежал из отцовского дома и поступил в уланский полк в Хагенау; здесь свободное время он посвящал химии, но скоро откупился от службы и уехал в Гиссен. Сюда его привлекала слава Юстуса Либиха, под руководством которого в течение трёх лет он с большим успехом занимался химией.
Сдав университетский экзамен, Жерар поехал в Париж, не располагая почти никакими денежными средствами. В Париже Жерара приняли очень хорошо Тенар и Дюма. Давая уроки химии и переводя сочинения Либиха, Жерар перебивался некоторое время, посвящая свои главные силы химическим исследованиям. Его убедили, для улучшения его материального положения, приобрести степень доктора. В 1841 году двадцати четырёх лет от роду, Жерар получил кафедру химии в Монпелье, где оставался профессором в течение восьми лет.
В 1844 году, за несколько месяцев до его женитьбы, последовало примирение с отцом. В это же время Жерар написал «Précis de Chimie organique», одно из главных сочинений, заключающее основные идеи его учения. Химия в эпоху Жерара развивалась с изумительной быстротой, но успехи её были лишь фактические.
Приступая к изложению химии с кафедры, Жерар встретился, так сказать, лицом к лицу с дуалистической системой, которая, хотя и расшатанная усилиями Дюма, служила в то время основой для преподавания химии. Жерар выдвинул своё унитарное учение, в котором он рассматривал всякое химическое соединение как некоторое стройное целое, подчинённое законам замещения (металепсии).
Желая классифицировать многочисленные органические соединения, Жерар в 1842 году высказал следующий принцип классификации: органические соединения должны быть распределены на группы, «связь между членами которых должна быть такова, чтобы можно было при помощи состава химических функций и превращений какого-нибудь отдельного индивида данной группы предвидеть состав и превращения всякого другого вещества, входящего в ту же группу». Этот принцип позволил его автору расположить органические соединения в виде особой лестницы, верхними ступенями которой являются сложнейшие органические тела, нижними — вода и углекислота.
Используя известные реактивы, химик может просматривать эту лестницу во всех направлениях и устанавливать таким образом связь между различными соединениями. Эта échelle de combustion привела к понятию о гомологах и о химических рядах. О взглядах Жерара на задачи и пределы химических исследований, свидетельствуют следующие слова: «химия занимается изменениями вещества; её внимание сосредоточено на превращениях, в этом её основный характер. Она исследует происхождение тел; она отмечает их прошедшее и указывает будущее; она следит за веществом в его различных фазах до его возвращения в первоначальное состояние, я не говорю до его конца, потому что конца у него нет. Вещество не разрушаемо, оно только видоизменяется» («Introduction à la chimie unitaire»).
Новые идеи должны были найти новый способ своего отображения, поэтому Жерар стал творцом новой химической номенклатуры, новых химических формул, отвергнутых большинством современных Жерару химиков, но получивших впоследствии самое широкое распространение. Работы Жерара над замещениями, радикалами, анилидами, органическими щелочами, альдегидами и прочее всегда подтверждали его взгляды.
Изложению этих взглядов, отражению яростных нападок на них со стороны химиков школы Берцелиуса была посвящена эта первая фаза научной жизни Жерара.
В 1848 году Жерар уехал в отпуск в Париж, но в Монпелье уже не вернулся, подав в отставку. Тесная рамка университетского курса не позволяла ему разрабатывать высшие вопросы химии, а недостаточность лабораторных средств в Монпелье не позволяла проверять и утверждать унитарную теорию новыми фактами. Приехав в Париж он обнародовал своё учение в сочинении «Introduction à l'étude de la chimie par le système unitaire».
В 1851 году Жерар вместе с Лораном основал частную лабораторию, куда стекались многочисленные ученики. Этой лабораторией Жерар заведовал в течение 4 лет. За это время Жерар написал большую часть «Traité de chimie organique», предназначая её для конкурса на ежегодную премию Жекера в 10000 франков за сочинение, наиболее способствовавшее прогрессу органической химии. Но время признания идей Жерара не настало, и книга не получила премию; крушение совершенно законных надежд принесло много огорчения Жерару и способствовало его преждевременной смерти.
«Traité de chimie organique» есть résumé всей научной деятельности Жерар; она содержит учение, ещё более плодотворное, чем изложенное в « Précis…»; во вторую, более короткую часть своей учёной жизни Жерар углубил и подтвердил фактами унитарное учение. Одним из лучших открытий в области химии этого времени было открытие Жераром кислотных ангидридов. Результатом этого открытия стала теория химических типов. Жерар соединил в ней работы Бадримона, Дюма, Лорана, Стерри Гента и Александра Уильямсона со своими и вывел стройную теорию. Все многочисленные химические соединения Жерар свёл к четырём основным типам по водороду, хлористо-водородной кислоте, воде и аммиаку.
Эта теория дала ещё более широкое основание для рациональной классификации химических соединений, чем изложенная ранее теория гомологических групп; она привела к так называемым рациональным формулам и, по введении типа по метану (болотному газу), стала основанием структурной теории, охватывавшей всю органическую химию до появления стереохимических воззрений. Идеи Жерара произвели плодотворную революцию в области химии и были причиной её быстрого и пышного расцвета.
Жераром впервые была синтезирована ацетилсалициловая кислота (разг. аспирин) в 1853 году.
Необходимо упомянуть ещё о двух руководствах по химическому анализу (качественном и количественном), написанных Жераром вместе с Шанселем — они были широко распространены. Неустанный труд, борьба за идеи, сопровождаемая неизбежно волнениями, кажущийся неуспех на излюбленном жизненном поприще, всё это оказало своё губительное действие на организм Жерара.
Позднее признание, запоздалые отличия и награды едва успели скрасить конец жизни Жерара. В 1855 году он вернулся на житьё в родной Страсбург, получив, благодаря Дюма, двойную профессуру в университете и фармацевтической школе. Вскоре после избрания в члены лондонского Королевского общества. Жерар был избран в апреле 1856 года членом-корреспондентом французского Института.
В августе того же года его уже не стало. Он умер в сорок лет, оставив вдову с тремя детьми почти без средств. Тенар, «который знал, что свет не интересуется бедными научными работниками и что общественная благотворительность их не знает» (Eloge de Thénard, par Dubois), основал «Société de secours des amis der sciences», первым шагом работы которого было назначение m-me Жерар пенсии в 3000 франков. После смерти Жерара Французская академия номинально (nominativement) присудила ему награду Жекера (Jecker).